# Terraforming Mars (igra)
Terraforming Mars je strateška društvena igra koju igraju do pet igrača na tabli sa figuricama. Igrač preuzima ulogu jedne od korporacija koje sponzorisane od strane Svetske vlade u 24. veku rade na kolonizaciji Marsa. Projekti kao što je podizanje temperature, nivoa kiseonika, stvaranje okeana, pošumljavanje su ključni u nadi da će Mars postati useljiv i novo stanište čovečanstva.

## Opis i pravila
Igrači predstavljaju konkurentske korporacije koje svojim projektima imaju udeo u transformiraju planete Mars. Tabla za igru prikazuje površinu planete koja je predstavljena nizom od 61. heksagonalne pločice gde svaka od pločica predstavlja po 1% površine planete.
Sama igra ima tri uslova koje igrači moraju da ispune za preoblikovanje terena: da podignu nivo kiseonika u atmosferi na 14%, podignu temperaturu na -30 na +8 stepeni i da 9% planete bude pokriveno okeanom.
Svaki igrač ima svoje projektne kartice koje izvlači, po jednu na početku svakog kruga i tako dok se ne podele sve, a koje mogu predstavljati bilo šta, od uvodjenja biljnog života ili životinja, bacanja asteroida na površinu, izgradnje gradova, do miniranja luka Jupitera i uspostavljanja industrije gasova sa efektom staklene bašte za zagrevanje atmosfere. Kartice vam mogu dati neposredne bonuse, kao i povećati proizvodnju različitih resursa.
Svaki igrač prati svoju proizvodnju i resurse na pločama svojih igrača, a igra koristi šest vrsta resursa: MegaCredits, Gvožđe, Titanijum, Biljke, Energija i Toplota. Na tabli igrači se bore za najbolja mesta za gradske pločice, okeanske pločice i zelenilo.

## Spoljašnje veze
- Zvanični sajt
- Terraforming Mars BGG